# اتاق ۹۳
اتاق ۹۳ (به انگلیسی: Room 93) اولین آلبوم چندآهنگه توسط خواننده و ترانه‌سرا آمریکایی هالزی است. این آلبوم در ۲۷ اکتبر ۲۰۱۴ توسط آسترال‌ورکز منتشر شد. این پروژه در ۹ مارس ۲۰۱۵ مجدداً به‌صورت دیجیتالی منتشر شد که شامل نسخه جدیدی از تک‌آهنگ اصلی آن «روح» بود؛ این نسخه جدید بعداً در اولین آلبوم استودیویی کامل هالزی سرزمین بد (۲۰۱۵) نیز قرار گرفت. صدای این ئی‌پی برگرفته از سبک موسیقی الکتروپاپ است. یک نسخه ریمیکس دیجیتالی از ئی‌پی، شامل سه ریمیکس برای آهنگ‌های «طوفان»، «روح» و «مشکل» در ۳ مارس ۲۰۱۵ منتشر شد. هم‌زمان با انتشار ریمیکس ئی‌پی، ئی‌پی دیگری به‌نام «وان میک، وان تیک» نیز در همان تاریخ منتشر گردید. ترانهٔ «مشکل» در تیزر قسمت «بهترین نقشه‌های حساب‌شده» از سریال تلویزیونی آمریکایی روزی روزگاری پخش شد.

## پذیرش انتقادی
اتاق ۹۳ به‌طور کلی پاسخ مثبت دریافت کرد. آل‌میوزیک به آن سه و نیم ستاره از پنج ستاره داد.

## فهرست قطعه‌ها
| شماره      | نام            | نویسنده(ها)                               | تهیه کنندگان       | مدت   |
| ---------- | -------------- | ----------------------------------------- | ------------------ | ----- |
| ۱.         | «آیا جایی هست» | اشلی فرانجیپانی                           | دیلن بولد          | ۳:۳۲  |
| ۲.         | «روح»          | فرانجیپانی دیلن اسکات                     | اسکات              | ۲:۳۲  |
| ۳.         | «طوفان»        | فرانجیپانی تیم اندرسن                     | اندرسن             | ۳:۴۳  |
| ۴.         | «طلای خالی»    | فرانجیپانی اندی تونگرن اسکات کریستین مدیس | جیم الیوت مدیس [a] | ۳:۲۷  |
| ۵.         | «مشکل»         | فرانجیپانی کریس برایدی                    | برایدی             | ۳:۳۵  |
| مجموع مدت: | مجموع مدت:     | مجموع مدت:                                | مجموع مدت:         | ۱۶:۰۹ |